# ФК Доњи Срем 2015
ФК Доњи Срем 2015 је српски фудбалски клуб из Пећинаца. Тренутно се такмичи у Војвођанска лига Југ, четвртом такмичарском нивоу српског фудбала. Најбоље резултате клуб је остварио од 2012. до 2015. године када се такмичио у Суперлиги Србије.

## Историја
Прву лопту у Пећинце 1927. је донео инжењер шумарства Јован Ђорђевић, тада ученик Гимназије у Руми, односно студент шумарства у Београду. Због тога се та година узима као званични почетак играња организованог фудбала у Пећинцима и оснивања ФК Бораца. Није прошло пуно времена, а фудбал је постао најпопуларнији спорт у Пећинцима и околини. Прихваћен је као витешка игра кроз коју се стицао такмичарски дух и добра физичка кондиција. Старији Сремци памте да су граничари морали да буду физички потпуно спремни за најтеже задатке, јер су у време Аустрије Пећинци били граничарско место.
Гашењем ФК Борца фудбал је нестао из Пећинаца све до 1963. године када је оформљен ФК Доњи Срем. Задатак је био очувати традицију дугу више од 30 година. Клуб су оживели чланови претходне управе, играчи и верни навијачи. То је био наставак рада претходног клуба, а почело се од најнижег ранга - Лига општине Пећинци. Помак је настао и због чињенице да су Пећинци постали седиште општине. Са промоцијом Пећинаца у седиште општине 1960. распоређена је много већа људска и материјална подршка у напредак и развој фудбала, а то је кулминирало уласком Доњег Срема 2009. у Српску лигу Војводина. Најзаслужнији за овај успон клуба су били главни финансијери клуба, Миленко Ђурђевић и Милан Алексић као и Миодраг Костић Коле.
Од сезоне 2012/13. се такмичи у Суперлиги Србије, након што је за две претходне сезоне успео да пређе два ранга такмичења. Прво је у сезони 2010/11. заузео прво место у Српској лиги Војводина и прошао у виши ранг, а затим је сезону 2011/12. Прве лиге Србије завршио на другом месту и остварио највећи успех у клупској историји уласком у Суперлигу. Дебитантску суперлигашку сезону 2012/13. је завршио на једанаестом месту, а следеће заузео је једно место ниже.
Након три сезоне проведене у највишем рангу, у сезони 2014/15. Доњи Срем је заузео 15. место и испао у Прву лигу Србије.
Након испадања из Прве лиге, основан је Доњи Срем 2015 и такмичење је почео од најнижег степена такмичења. Већ у првој сезони освојили су прво место у Општинској лиги Пећинци и пласирали се у Међуопштинску лигу Срем. Након две године пласирали су у ПФЛ Сремска Митровица, пети ниво такмичења у Србији. Након две године такмичења у ПФЛ Сремска Митровица, у сезони 2020/21 доигравањем у баражу, изборено је учешће у Војвођанска лига Југ.

## Стадион
Домаћи терен Доњег Срема је познат као Спортски центар Сувача, а капацитет стадиона је 3.500 седећи места.
У сезони 2012/13. Доњи Срем је своје суперлигашке утакмице играо на стадиону Карађорђе у Новом Саду. И након проширивања капацитета стадиона, мечеве високог ризика против Црвене звезде и Партизана играли су у Новом Саду.
ФК Доњи Срем од 1978. године игра на стадиону Сувача који има перфектну локацију. Од обичног игралишта направљеног уз помоћ домаћег геометра Рада Петковића објекат је постао спортски центар који мало по мало задовољава строге критеријуме УЕФА, а финални део је постављање рефлектора.

## Новији резултати

### Доњи Срем
| Сезона   | Ранг | Лига                  | Позиција | ИГ | Д  | Н  | П  | ГД | ГП | ГР  | Бод | Куп                  |
| -------- | ---- | --------------------- | -------- | -- | -- | -- | -- | -- | -- | --- | --- | -------------------- |
| 2009/10. | 3    | Српска лига Војводина | 4.       | 30 | 16 | 2  | 12 | 44 | 30 | +14 | 50  | Није се квалификовао |
| 2010/11. | 3    | Српска лига Војводина | 1.       | 30 | 18 | 8  | 4  | 49 | 19 | +30 | 62  | Шеснаестина финала   |
| 2011/12. | 2    | Прва лига Србије      | 2.       | 34 | 16 | 13 | 5  | 34 | 15 | +19 | 61  | Шеснаестина финала   |
| 2012/13. | 1    | Суперлига Србије      | 11.      | 30 | 9  | 7  | 14 | 26 | 34 | -8  | 34  | Шеснаестина финала   |
| 2013/14. | 1    | Суперлига Србије      | 12.      | 30 | 7  | 11 | 12 | 29 | 40 | -11 | 32  | Четвртфинале         |
| 2014/15. | 1    | Суперлига Србије      | 15.      | 30 | 6  | 8  | 16 | 25 | 42 | -17 | 26  | Шеснаестина финала   |
| 2015/16. | 2    | Прва лига Србије      | 14.      | 30 | 8  | 10 | 12 | 24 | 38 | -14 | 34  | Осмина финала        |

### Доњи Срем 2015.
| Сезона   | Ранг | Лига                    | Позиција | ИГ  | Д  | Н | П | ГД | ГП | ГР  | Бод | Куп                  |
| -------- | ---- | ----------------------- | -------- | --- | -- | - | - | -- | -- | --- | --- | -------------------- |
| 2016/17. | 7    | Општинска лига Пећинци  | 1.       | 18  | 16 | 1 | 1 | 67 | 8  | +59 | 49  | Није се квалификовао |
| 2017/18. | 6    | Међуопштинска лига Срем | 4        | 30  | 15 | 8 | 7 | 57 | 31 | +26 | 53  | Није се квалификовао |
| 2018/19. | 6    | Међуопштинска лига Срем | 1.       | 30  | 23 | 4 | 3 | 91 | 23 | +68 | 72  | Није се квалификовао |
| 2019/20. | 5    | ПФЛ Сремска Митровица   | 2.       | 171 | 9  | 6 | 2 | 30 | 12 | +18 | 33  | Није се квалификовао |
| 2020/21. | 5    | ПФЛ Сремска Митровица   | –        | –   | –  | – | – | –  | –  | –   | –   | Није се квалификовао |

- 1  Сезона прекинута након 17 кола због пандемије Корона вируса